# اولینا نیکولوا
اولینا نیکولوا (به بلغاری: Евелина Николова؛ زادهٔ ۱۸ ژانویهٔ ۱۹۹۳) یک کشتی‌گیر آزادکار اهل بلغارستان است.
از افتخارات وی می‌توان به کسب مدال برنز المپیک ۲۰۲۰ توکیو و مدال برنز وزن ۵۵ کیلوگرم در مسابقات قهرمانی کشتی جهان ۲۰۱۵ اشاره کرد.